# 第九届东方风云榜
第九届东方风云榜于2002年3月31日在上海大舞台举行。

## 获奖名单
- 最受欢迎男歌手：郑钧
- 最受欢迎女歌手：田震
- 最受欢迎组合：羽泉
- 最佳作词：韩红
- 最佳作曲：李泉
- 东方新人
  - 金奖：魏雪漫
  - 银奖：胡彦斌、张敬轩、黄征
  - 铜奖：水木年华、金苹果组合、印象组合、蒋虹
  - 年度唱片销量大奖：羽泉《热爱》

| 十大金曲         | 演唱   | 作词         | 作曲          |
| 一笑而过         | 那英   | 那英         | 刘志文 刘国明 |
| 水姻缘           | 田震   | 徐绍斌       | 徐绍斌        |
| 1/3理想          | 郑钧   | 郑钧         | 郑钧          |
| 东北人都是活雷锋 | 雪村   | 雪村         | 雪村          |
| 深呼吸           | 羽泉   | 梁芒         | 羽泉          |
| 醒了             | 韩红   | 韩红         | 韩红          |
| 爱就爱了         | 陈琳   | 杨立德、李琪 | 张亚东        |
| 时间飞了         | 李泉   | 林海、李燃   | 李燃          |
| 放手             | 屠洪纲 | 宝国、小茂   | 宝国          |
| 双鱼             | 叶蓓   | 叶蓓         | 刘大江        |